# Teliu (Roumanie)
Pour les articles homonymes, voir Teliu.
Teliu (en allemand: Kreuzburg, en hongrois: Keresztvár) est une commune roumaine, dans la județ de Brașov, dans la région historique de Transylvanie. Elle est composée d'un seul village, Teliu.

## Localisation
Teliu est située dans la partie de l'est du comté de Brașov, sur les rives de la rivière Teliu, à la 23 km de la ville de Brașov.

## Démographie
Lors du recensement de 2011, 58,52 % de la population se déclarent roumains, 19,53 % comme hongrois, 17,5 % comme roms (4,38 % ne déclarent pas d'appartenance ethnique et 0,04 % déclarent appartenir à une autre ethnie).

## Politique
| Parti | Parti                                                 | Sièges |
| ----- | ----------------------------------------------------- | ------ |
|       | Parti national libéral (PNL)                          | 7      |
|       | Parti social-démocrate (PSD)                          | 3      |
|       | Union démocrate magyare de Roumanie (UDMR)            | 2      |
|       | Union nationale pour le progrès de la Roumanie (UNPR) | 1      |

## Jumelages
Teliu est définie comme une « ville amie » de Salon-de-Provence.

## Monuments et lieux touristiques
- Église Sf. Dumitru (construction XVIIIe siècle), monument historique
- Église réformée, construite en 1800
- Site archéologique Dealul Cetății
- Viaduc de Teliu